# Potomac Mills
Potomac Mills – jednostka osadnicza w Stanach Zjednoczonych, w stanie Wirginia, w hrabstwie Prince William.